# Loving Pablo
Loving Pablo és una pel·lícula drámatica colombo-espanyola de 2017 dirigida per Fernando León de Aranoa. La pel·lícula està basada en el llibre de memòries supervendes Amando a Pablo, odiando a Escobar de Virginia Vallejo. Es va projectar en la secció Fora de Concurs de la 74a Mostra Internacional de Cinema de Venècia i a la secció Presentacions Especials del Festival Internacional de Cinema de Toronto de 2017.

## Sinopsi
El 1983, el narcotraficant colombià Pablo Escobar va iniciar una aventura amb una famosa presentadora de televisió, Virginia Vallejo. La pel·lícula traça la seva primera trobada, quan el despietat cap de la droga es troba en una pujada irresistible i munta el seu càrtel, fins a la caiguda d'aquest.

## Repartiment
- Javier Bardem com Pablo Escobar.
- Penélope Cruz com Virginia Vallejo.
- Peter Sarsgaard com Shepard.
- David Valencia com Santos.
- David Ojalvo com Agent del FBI.
- Julieth Restrepo com Maria Victoria Henao.
- Giselle Da Silva com Olguita Arranz.

## Taquilla
La pel·lícula va ser vista fins avui per 275.872 espectadors, va ingressar $22,017 als Estats Units i Canadà, i $17,5 milions a altres territoris, així com $60,312 amb vendes de vídeo domèstics.
A l'agregador de revisions Rotten Tomatoes, la pel·lícula té una qualificació d'aprovació del 31% basada en 48 ressenyes, amb una mitjana ponderada de 4,82/10. El consens crític del lloc web diu: "Loving Pablo esclata la seva història de la vida aparentment cinematogràfica, i un parell d'estrelles amb talent, en produir un biopic espantós que no afegeix res al subgènere d'Escobar." A Metacritic, la pel·lícula té una puntuació mitjana ponderada de 42 sobre 100, basada en 16 crítics, que indica "ressenyes mixtes o mitjanes".

## Nominacions
XXXII Premis Goya
| Categoria                  | Persona       | Resultat |
| -------------------------- | ------------- | -------- |
| Millor actriu protagonista | Penélope Cruz | Nominat  |
| Millor actor protagonista  | Javier Bardem | Nominat  |

XXVII Premis de la Unión de Actores
| Categoria                  | Persona       | Resultat |
| -------------------------- | ------------- | -------- |
| Millor actriu protagonista | Penélope Cruz | Nominat  |
| Millor actor protagonista  | Javier Bardem | Nominat  |